# پری‌ها (فیلم ۱۹۶۶)
پری‌ها (به ایتالیایی: Le fate) و ملکه‌ها (به انگلیسی: The Queens) یا کوارتت جنسی (به انگلیسی: Sex Quartet) فیلمی محصول سال ۱۹۶۶ و به کارگردانی لوچانو سالچه، ماریو مونیچلی، مائورو بولونینی و آنتونیو پیترانجلی است. در این فیلم بازیگرانی همچون مونیکا ویتی، انریکو ماریا سالرنو، کلودیا کاردیناله، گاستونه موسکین، راکل ولش، ژان سورل، آلبرتو سوردی، کاپوسین، اولگا ویلی، آنتونی استیل، رنتسو جووانپیترو، کورادو اولمی، ماریا تدسکی و نینو مارکتی ایفای نقش کرده‌اند.